# Bernard Cooper
Bernard Cooper (Hollywood, 3 ottobre 1951) è un romanziere e scrittore statunitense.
Studiò presso la California Institute of the Arts. I suoi testi sono in gran parte autobiografici. Ha ricevuto numerosi premi, tra i quali: Hemingway Foundation/PEN Award, Guggenheim Fellowship per le arti creative e il Lambda Literary Award per le biografie maschili gay.

## Opere
- Maps to Anywhere, Athens: University of Georgia Press, 1990
- A Clack of Tiny Sparks: Remembrances of a Gay Boyhood, 1991
- A Year of Rhymes, New York: Viking, 1993
- The Fine Art of Sighing, "The Paris Review", 135, autunno 1995, pp. 67-69; trad. L'arte del sospiro, in The Paris Review. Il libro, Roma: Fandango, 2010 ISBN 978-88-6044-135-5
- Truth Serum, Boston: Houghton Mifflin, 1996
- Guess Again, New York: Simon & Schuster, 2000
- The Bill From My Father: A Memoir, New York: Simon & Schuster e London: Picador, 2006; trad. Luca Caddia, Il conto di mio padre, Roma: Playground, 2008 ISBN 978-88-89113-39-4
- My Avant-garde Education: A Memoir, New York: Norton, 2015